# تپه قلعه رحیم
تپه قلعه رحیم مربوط به عصر مس - عصر مفرغ - سده‌های میانه دوران‌های تاریخی پس از اسلام است و در شهرستان خرم‌آباد، بخش چغلوندی، دهستان بیرانوند جنوبی، ۱۰۰ متری شرق روستای قلعه رحیم واقع شده و این اثر در تاریخ ۲۸ اسفند ۱۳۸۵ با شمارهٔ ثبت ۱۸۵۴۰ به‌عنوان یکی از آثار ملی ایران به ثبت رسیده‌است.